# Stella Mwangi
Stella Nyambura Mwangi (* 1. September 1986 in Nairobi, Kenia), auch bekannt als STL, ist eine norwegische Hip-Hopperin und Sängerin kenianischer Abstammung, die zur Vertreterin Norwegens beim Eurovision Song Contest 2011 bestimmt wurde.

## Karriere
Als sie fünf Jahre alt war, zog ihre Familie von Kenia nach Norwegen. Bereits mit elf Jahren war sie aktiv in der norwegischen Hip-Hop-Szene und mit zwölf Jahren gehörte sie der afrikanischen Jugendgruppe „The Rise“ an, die das Album Maroon veröffentlichte. Außerdem traten sie im Vorprogramm bekannter internationaler Musiker bei Auftritten in Norwegen auf.
Ab 2005 arbeitete sie mit afrikanischen Musikern zusammen. Beim Debütalbum der senegalesischen Hip-Hop-Gruppe „Wagable“ war sie an zwei landesweiten Hits beteiligt. Als „STL“ machte sie Aufnahmen mit Interpreten aus ihrer Heimat Kenia und bei den kenianischen Kisima Awards. 2006 wurde sie mit dem Newcomer-Preis ausgezeichnet. Vier ihrer Lieder wurden auch in den USA in die Soundtracks von Filmen und Fernsehserien aufgenommen.
Anfang 2011 nahm sie mit dem selbst geschriebenen, englisch-swahilisprachigen Titel Haba haba aus dem Jahr 2010 am norwegischen Vorentscheid für den Eurovision Song Contest 2011, dem Melodi Grand Prix, teil. Sie gewann das dritte Halbfinale und ihr Lied stieg innerhalb von zwei Wochen auf Platz eins der norwegischen Charts. Am 12. Februar wurde sie im Finale des Melodi Grand Prix 2011 zur Vertreterin Norwegens gewählt. Im Vorfeld des Wettbewerbs galt sie als Mitfavoritin auf den Sieg. Dieser Rolle konnte sie jedoch nicht gerecht werden – im am 10. Mai 2011 stattgefundenen ersten Halbfinale des Song Contests schied sie überraschend aus. Norwegen war damit zum ersten Mal seit 2007 nicht im Finale vertreten.
Obwohl in den folgenden Jahren noch einige Singles erschienen, konnte Mwangi in Norwegen bislang nicht an den großen Erfolg von Haba haba anknüpfen. 
2012 folgte ein schwerer Schicksalsschlag für die Sängerin, als ihr Vater bei einem Unfall mit Fahrerflucht getötet wurde.

## Diskografie
Alben
- 2008: Living for Music (MTG Music)
- 2011: Kinanda

Singles
- 2007: Take It Back
- 2008: The Dreamer
- 2009: She Got It / Kool Girls
- 2010: Haba haba
- 2011: Lookie Lookie (NO: Platin)
- 2016: Attitudeproblem (P3 Remix) (mit Bendik, Christine, Izabell, Silvana Imam & Julie Bergan) (NO: Gold)
- 2020: In The Spot (mit JS16 & B.O.W.)